# Auguste de Villebichot
Auguste de Villebichot est un compositeur et chef d'orchestre français né le 30 septembre 1825 à Dijon et mort le 11 octobre 1898 à Paris.

## Biographie
François Auguste Quantin, dit Auguste de Villebichot, naît le 30 septembre 1825 à Dijon,. 
Il étudie la composition avec Pierre Maleden puis est chef d'orchestre dans divers cafés-concerts parisiens, à l'Alcazar et au Café des Ambassadeurs notamment, pour lesquels il écrit de nombreuses chansons, saynètes et opérettes,. 
Parmi ses œuvres, sont ainsi représentées : Marjolaine, Roublard le Canotier, L'Héritage de mon oncle, La Tour du Nord, Un homme agaçant, Les Hidalgos de Paris, Mademoiselle J'ordonne, Le Lion en cage, Le Bailli de Croquetendron, Turlurette, La Tyrolienne, Un Bal à la sous-préfecture, Une Minute trop tard, La Corde cassera, Blagados et Bétinet, Les Deux Maris garçons, Les Deux Scélérats, Les Deux Postillons, Vengeance, La Grève des femmes. 
Auguste de Villebichot est l'auteur de plusieurs succès, dont Rien n'est sacré pour un sapeur ! sur des paroles de Louis Houssot et La femme canon ! sur des paroles de Clairville, chantés par Thérésa, et Trifouillard le brosseur (paroles d'Isch-Wall), une chanson créée par Paulus. 
Villebichot est également l'auteur d'un opéra bouffe en trois actes, Nabucho, sur un livret de Vanloo et Leterrier, créé aux Folies-Nouvelles le 13 septembre 1871 et donné quarante-deux fois,, et a publié en 1848 une brochure discutant de l'état de l'enseignement musical en France. 
Il meurt le 11 octobre 1898 à Paris (8e arrondissement) et est inhumé à Dijon, sa ville natale, qui inaugure en 1900 un buste de l'artiste sculpté par Paul Henri Graf,. 